# VII. Haakon norvég király
VII. Haakon (születési nevén Keresztély Frigyes Károly György Valdemár Axel, dánul: Christian Frederik Carl Georg Valdemar Axel; Koppenhága, 1872. augusztus 3. – Oslo, 1957. szeptember 21.), a Glücksburg-házból származó dán királyi herceg, VIII. Frigyes dán király és Svédországi Lujza királyné második legidősebb gyermeke, aki az 1905-ben függetlenné vált Norvég Királyság királya 1957-es haláláig. Az ő és felesége, Nagy-Britanniai Matild 1906. június 22-i koronázása volt az utolsó norvég és egyben utolsó skandináv királyi és királynéi koronázás is.

## Pályafutása

### Fiatalkora
A Koppenhágához közeli Charlottenlund kastélyban született a Schleswig–Holstein–Sonderburg–Glücksburg-ház tagjaként. Szülei Frigyes dán királyi herceg és Bernadotte Lujza svéd  és norvég királyi hercegnő voltak, akiknek második fia volt. Károly dán herceg néven ismerték 1905-ig, amikor a svéd–norvég perszonálunió felbontását követően Norvégia királyává választották, és felvette a Haakon nevet. Választott királyi jelmondata Alt for Norge (Mindent Norvégiáért).
Bátyjával, a későbbi X. Keresztély dán királlyal együtt magánoktatást kapott a kastélyban. 1886-ban kezdte meg tengerésztiszti kiképzését. Más kadétokkal együtt járta végig a ranglétrát; semmilyen előjogban nem részesült. 1893-ban végzett a tengerészeti főiskolán alhadnagyként, majd később főhadnaggyá léptették elő.
1896-ban Károly herceg feleségül vette unokatestvérét, Matild hercegnőt, Eduárd walesi herceg és Alexandra hercegné lányát. Fiuk és egyetlen gyermekük, Sándor herceg 1903. július 2-án született a norfolki Appleton House-ban.

### Királlyá választása
1905. június 7-én a Storting döntést hozott a Svédország és Norvégia között fennálló perszonálunió felbontásáról. Októberben II. Oszkár király hivatalosan is elutasította a felkérést, hogy jelöljön egy Bernadotte-házi herceget a norvég trónra, és kardcsörtető intézkedésekkel fenyegette meg Norvégiát a perszonálunió felbontása esetén. Ezt követően a Storting egy másik lehetséges jelölt, Károly herceg felé fordult. Személyes képességei mellett azt is figyelembe vették, hogy skandináv lévén nem idegen neki a norvég nyelv és kultúra. Felesége révén szoros kötelékek fűzték a brit királyi házhoz, valamint fia révén az utódlás is biztosítottnak látszott.

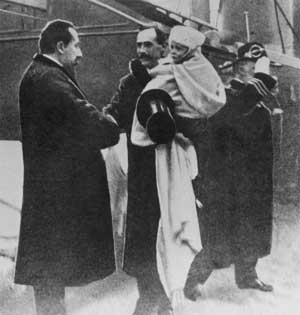
Christian Michelsen miniszterelnök köszönti az érkező Haakont és fiát, Olafot 1905. november 25-én

A perszonálunió felbomlása során felmerült az államforma kérdése: megtartsa-e Norvégia a királyságot, vagy köztársasággá váljon? Károly herceg azt javasolta, hogy népszavazás döntsön a kérdésben; biztosítva akarta látni, hogy a monarchia fenntartása élvezi a nép támogatását. Miután a népszavazáson a királyság fenntartása világos többséget kapott, a Storting megválasztotta Norvégia királyává, amit ő elfogadott. Az új királyi család november 25-én érkezett meg Kristianiába. Károly herceg felvette a Haakon nevet, fiának pedig az Olaf nevet adta; mindkettő középkori norvég királyok neve volt. Haakon királyt és Matild királynét 1906. június 22-én koronázták meg a Nidarosi katedrálisban.

### Uralkodásának kezdete

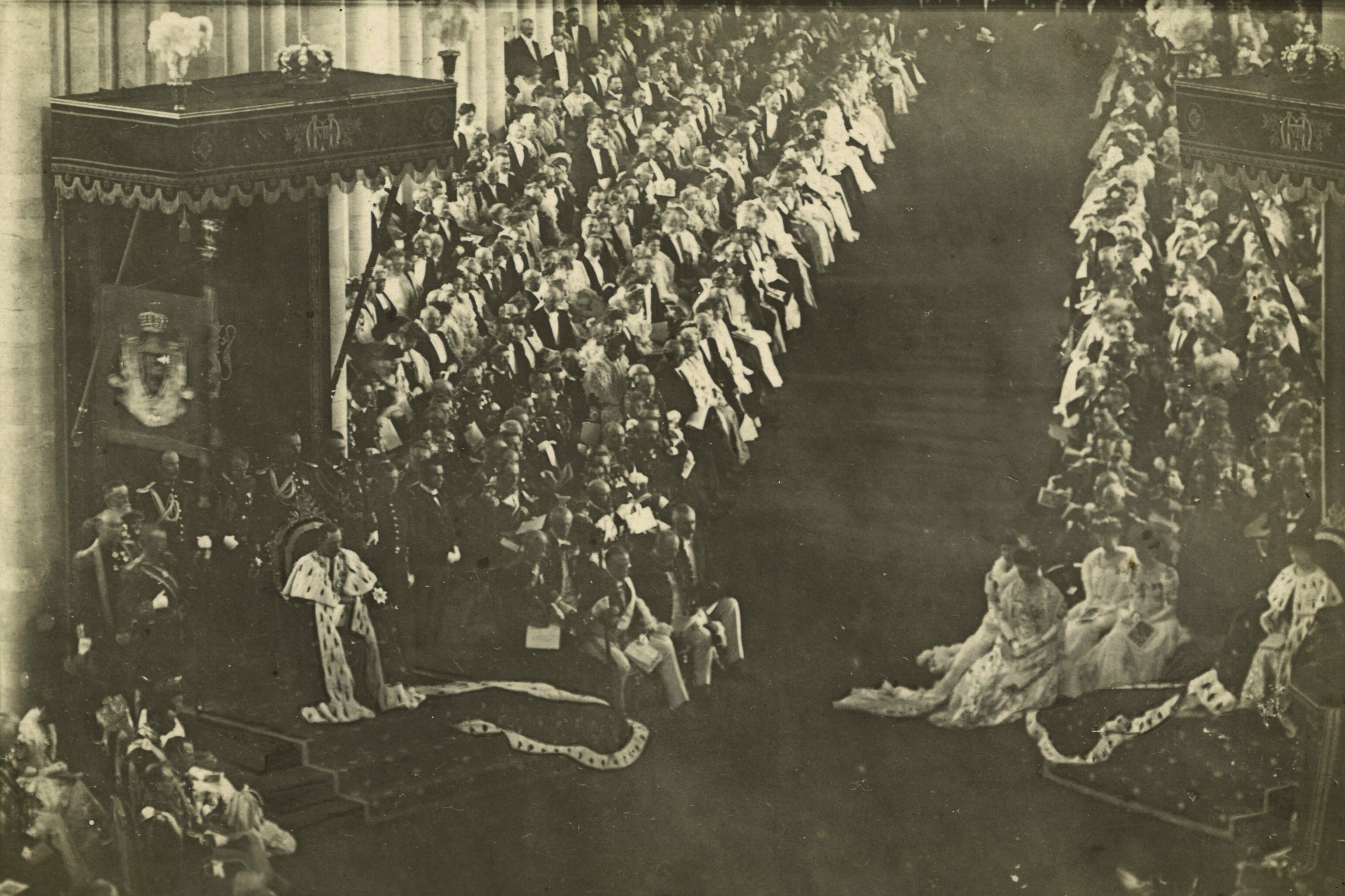
Haakon és Matild koronázása a Nidarosi katedrálisban, 1906-ban

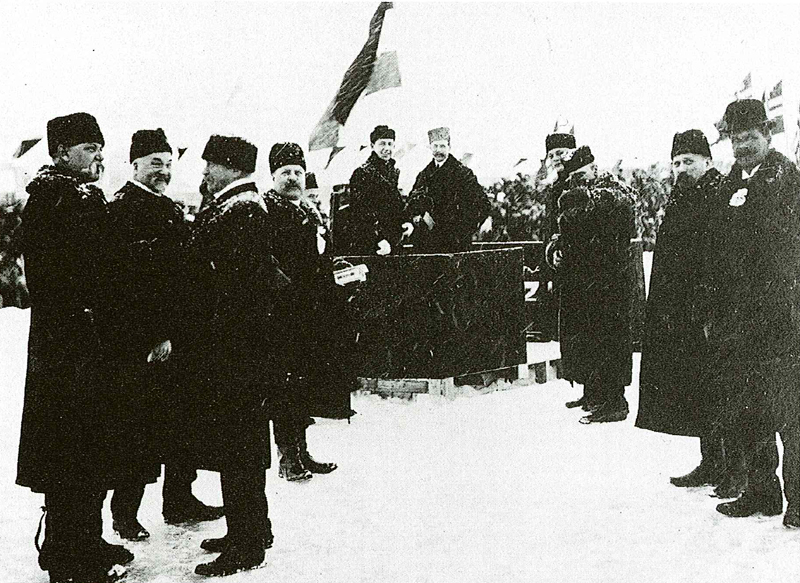
Haakon az 1911-es gyorskorcsolya Európa-bajnokság dísztribünjén Hamarban

Haakon király és Matild királyné első éveiket Norvégia alapos megismerésével töltötték. Trondheimi koronázásukra vonattal, lovon, kocsin és hajón utaztak, gyakran megállva az út során. Koronázási útjukat a következő évben fejezték be egy észak-norvégiai körúttal.
Haakon elmélyült a norvég politikában és kultúrában. A hagyományos sportot, a síelést Fridtjof Nansen sarkkutató tanította meg a királyi párnak. 1906-ban a király részt vett a holmenkolleni sírendezvényeken, ezzel olyan hagyományt teremtve, amit később V. Olaf és V. Harald is követett. Egy másik hagyományt is elindított: május 17-én, az alkotmány napján a gyermekek felvonulása a királyi palota előtt halad el, ahol a királyi család tagjai az erkélyről üdvözlik a menetet.
Számos más királyi családdal szemben a norvég királyi család mérsékletet tanúsított; a király udvar kicsi volt, a kiadásokat a minimumon tartották. Az államformáról szóló vita nyomán a király úgy érezte, hogy fontos a szolid életvitel. Ez megfelelt a norvég hagyománynak és tükrözte a tényt, hogy Norvégia nem volt gazdag ország.

### Alkotmányos uralkodó

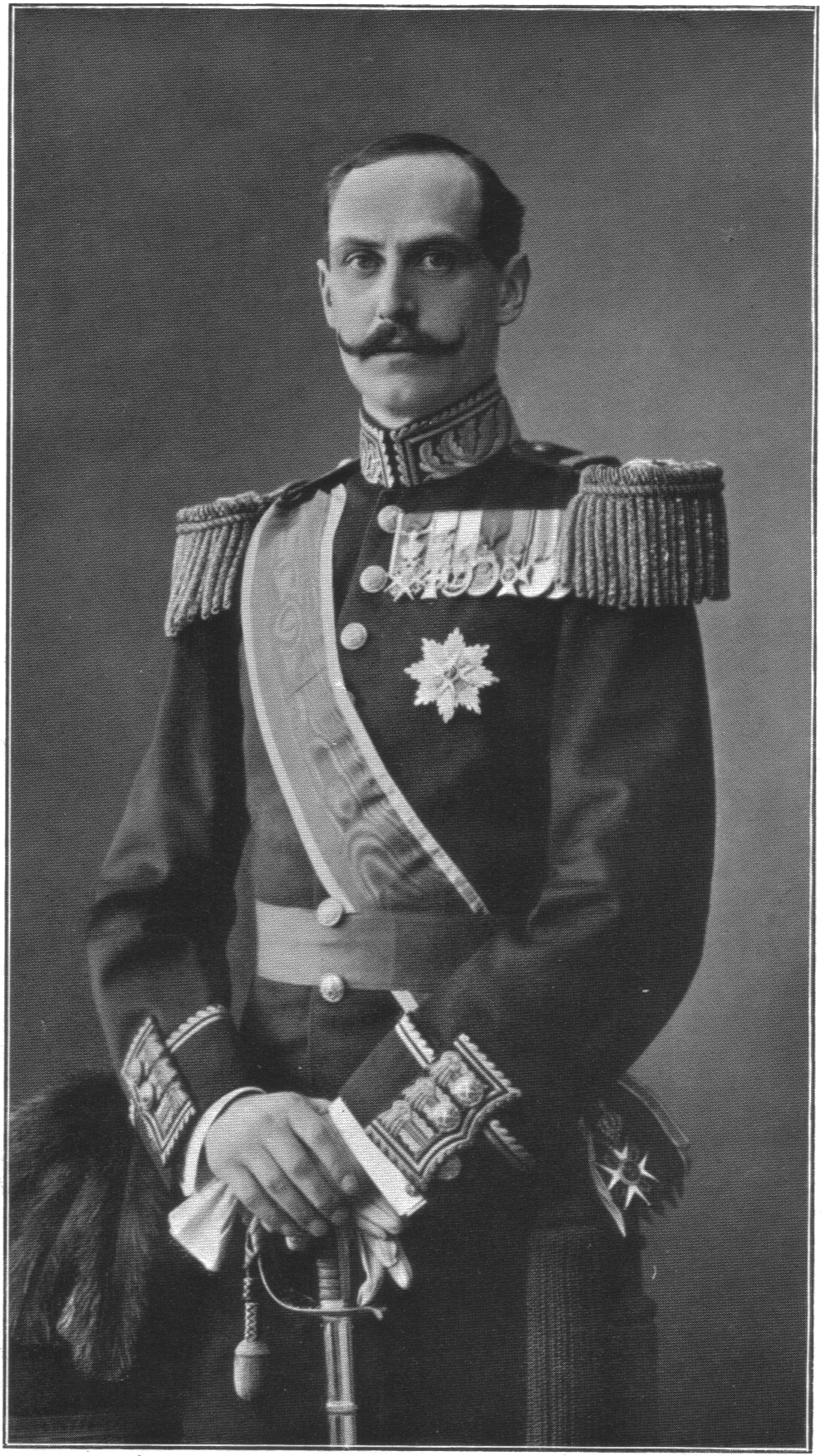
VII. Haakon 1909-ben

Harald az alkotmányra tett esküt, és mindent megtett, hogy megfeleljen alkotmányos uralkodói szerepkörének. Jóllehet szilárdan meg volt győződve róla, hogy a politikai hatalomnak a demokratikusan megválasztott képviselők kezében kell lennie, mindig tájékozódott a kormánytól az aktuális politikai ügyekről. Jóllehet bizonyos ügyekben kifejtette véleményét, mindig alávetette magát az államtanács többségi véleményének, támogatva a megszületett politikai döntéseket. Gondosan kerülte a bármely politikai párt iránti elköteleződést.
1928-ban élt alkotmányos hatalmával, amikor kinevezte a norvég történelem első munkáspárti kormányát. Jóllehet az 1927-es választásokon többséget szerzett a Stortingben, a Munkáspártot ekkor még radikális pártnak tartották. A leköszönő miniszterelnök azt javasolta a királynak, hogy a Parasztpárt vezetőjét bízza meg kormányalakítással, de ő ragaszkodott a parlamentáris elvekhez, és a munkáspárti Christopher Hornsrudot kérte fel miniszterelnöknek. Döntését nem fogadta lelkesedés konzervatív körökben.
Végzettségének megfelelően nagy érdeklődést mutatott a külpolitikai és katonai kérdések iránt. Monarchikus kapcsolatai – különösen a brit királyi házzal valók – révén hathatósan támogatta a kormány számos törekvését, köztük Norvégia semlegességének megőrzését az I. világháborúban.
Haakon elmélyülése minden norvég témában, személyes kvalitásai és hozzáállása, valamint a demokratikus elvek iránti tisztelete megalapozták a királyság fennmaradását Norvégiában. Ez a pozíció a II. világháború során tovább erősödött.

### A II. világháború alatt
1940. április 9-én német csapatok támadták meg Norvégiát. El akarták fogni a királyt és a kormány tagjait, hogy megadásra kényszerítsék az országot – a királyi család, a kormány tagjai és a Storting legtöbb képviselője azonban el tudott menekülni, mielőtt a megszálló csapatok elérték Oslót.

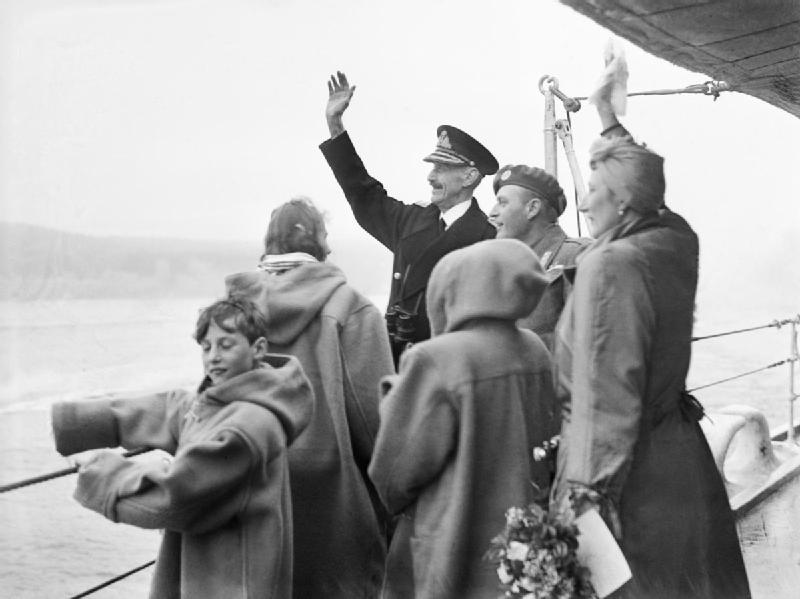
A hazatérő királyi család a HMS Norfolk fedélzetén 1945. június 7-én

A kelet-norvégiai Elverumba összehívott Storting felhatalmazta a királyt és a kormányt, hogy irányítsák az országot a háború alatt. A németek azt követelték, hogy a nácibarát Vidkun Quislinget nevezze ki kormányfővé. Haakon kijelentette, hogy nem fogja befolyásolni a kormány döntését a kérdésben, de ha eleget tesznek a német ultimátumnak, ő lemond a trónról. A király elutasítását követően a németek többször bombázták Nybergsund falut, ahol a trónörökössel együtt tartózkodott, de sikerült elmenekülniük.
Június 7-én a király, a trónörökös és a kormány Tromsøből Angliába utaztak, hogy Londonban emigráns kormányt hozzanak létre, és onnan irányítsák az ellenállást. Haakon király lett a szabad és független Norvégiáért folytatott harc legfőbb szimbóluma; rádióbeszédei sokakban tartották a lelket.

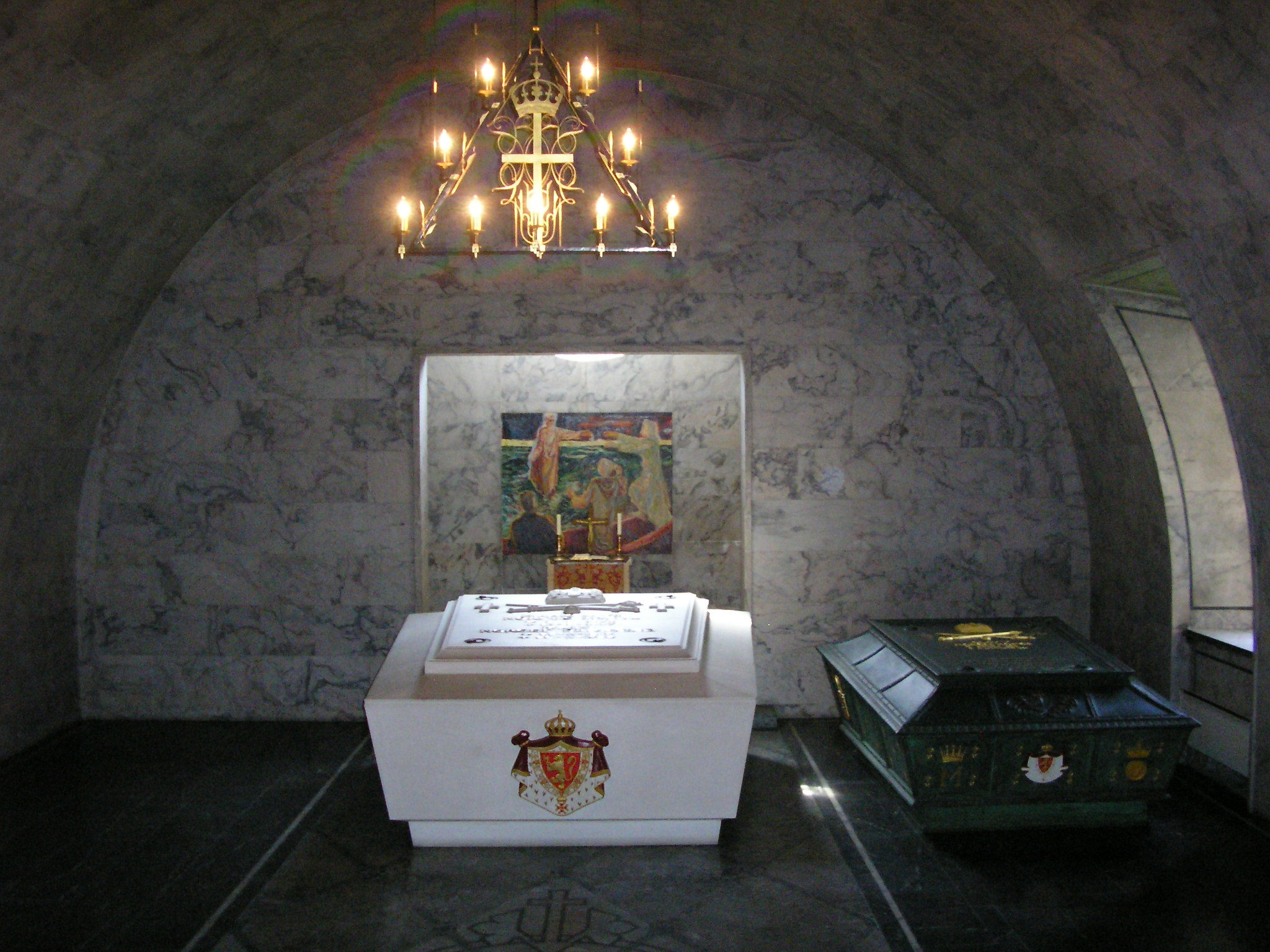
Haakon és Matild sírja az Akershus erődben

### A nemzet újjáépítése
A királyi családot lelkesen fogadták, amikor a felszabadulást követően, 1945. június 7-én hazatért Norvégiába. Nyár végén a király útra kelt, hogy az országot bejárva személyesen mérje fel a háború pusztítását és az újjáépítés állását; a körutazást a következő nyáron fejezte be.
Országos gyűjtés eredményeképpen a norvégok egy királyi jachtot ajándékoztak Haakonnak 75. születésnapjára. Megvásárolták a Philante nevű brit motoros jachtot, és elkezdték felújítani, a királyt pedig egy makettel lepték meg születésnapján. A felújítás a következő nyáron készült el. Haakon a hajót újrakeresztelte Norge néven, és sokat utazott rajta; utolsó utazása a nyugat-norvégiai Møre og Romsdal megyébe vezetett.

### Halála
VII. Haakon király 1957. szeptember 21-én hunyt el oslói palotájában. Az Akershus erődbeli királyi mauzóleumban temették el; a temetési menetet gyászolók tömegei kísérték.

## Fordítás
- Ez a szócikk részben vagy egészben a Haakon VII of Norway című angol Wikipédia-szócikk ezen változatának fordításán alapul.  Az eredeti cikk szerkesztőit annak laptörténete sorolja fel. Ez a jelzés csupán a megfogalmazás eredetét és a szerzői jogokat jelzi, nem szolgál a cikkben szereplő információk forrásmegjelöléseként.

| Előző uralkodó: II. Oszkár | Norvégia uralkodója 1905 – 1957 | Következő uralkodó: V. Olaf |